# Gymnochthebius reticulatus
Gymnochthebius reticulatus är en skalbaggsart som först beskrevs av Armand D'Orchymont 1943.  Gymnochthebius reticulatus ingår i släktet Gymnochthebius och familjen vattenbrynsbaggar. Inga underarter finns listade i Catalogue of Life.